# RAAF Base Townsville

i7
i11
i13
RAAF Base Townsville (IATA-Code: TVL, ICAO-Code: YBTL) ist ein Militärflugplatz der Royal Australian Air Force vor den Stadtgrenzen von Townsville in Queensland. Er dient der australischen Luftwaffe als vorgeschobene Operationsbasis. Die Einrichtung wird auch von der Australian Army mitgenutzt, die es als Garbut Barracks bezeichnen. Der Flugplatz wird zivil mitgenutzt und hierzu als Townsville Airport bezeichnet.

## Geschichte
Die RAAF Basis Townsville wurde in den 1930er Jahren ursprünglich als ziviler Flugplatz eröffnet und wurde im Vorfeld des Zweiten Weltkrieges militärisch ausgebaut. Schon 14 Monate vor dem Kriegseintritts Japans wurde die erste Kampfflugzeugstaffel, die No. 14 Squadron, auf dem Platz stationiert. Viele Gebäude der damaligen Zeit sind noch heute in Verwendung.
Während des Zweiten Weltkrieges wurde der Platz eine Basis der 5th Air Force der USAAF. Mit dem alliierten Vormarsch gegen Japan im Südwestpazifik verlegten diese Einheiten weiter nach Norden zu frontnäheren Stützpunkten. Die zivile Nutzung fand auch während des Krieges statt.
Nach dem Krieg lagen unter anderem Consolidated Catalinas der No. 11 Squadron und Avro Lincoln 694 in Townsville. Der Platz wurde parallel wiederum zivil genutzt und gelegentlich von tropischen Zyklonen heimgesucht. Die Flugzeuge wurden vorher in der Regel ausgeflogen. Ab 1962 stationierte die RAAF Patrouillenflugzeuge des Typs Lockheed SP-2H Neptune auf dem Platz, die bis 1977 eingesetzt wurden.
Ab den 1960er Jahren kam es in Australien zu einer Verlegungswelle von in den südlichen Ballungsgebieten stationierten Einheiten in den Norden des Landes. Zur Unterstützung der Armee verlegte am 1. Juli 1976 die No. 35 Squadron aus RAAF Base Richmond kommend mit DHC-4 Caribou-Transportflugzeugen und Bell Iroquois Hubschraubern nach Townsville. Letztere wurden später an die Australian Army abgegeben, ebenso die 1989 kurzzeitigen stationierten Sikorsky Black Hawk Helikopter der No. 9 Squadron. 
Der zivile Flughafen erhielt 1980 den Status eines internationalen Flughafens. Der erste internationale Flug erfolgte im April 1980 durch Ansett Australia nach Singapur. Es folgten eine Reihe von Flugzielen im asiatisch-pazifischen Raum, die von weiteren Airlines bedient wurden. Die internationalen Verbindungen wurden jedoch in der ersten Hälfte der 1990er Jahre wieder Schritt für Schritt eingestellt bzw. nach Cairns verlagert. Seit 1995 gibt es nur noch Inlandsflüge.
Nach 1997 nahmen RAAF Caribous an humanitären Einsätzen in Papua-Neuguinea und Westneuguinea teil, Einsätze wurden auch in Osttimor und den Salomon-Inseln geflogen. Im Jahre 2000 wurden mit Reduzierung der Flotte von 21 auf 14 Maschinen alle Maschinen der No. 38 Squadron in RAAF Base Amberley unterstellt, in Townsville verblieb bis zur Außerdienststellung der Caribous Ende 2009 ein Detachment (Der Caribou-Ersatz, die Alenia C-27J wurde in RAAF Richmond stationiert.)

## Militärische Nutzung
Die RAAF hat hier eine Reihe nichtfliegenden Einheiten stationiert, so eine Schule zum Überlebenstraining.
Fliegerisch genutzt wird der Flugplatz durch das hier stationierte 5th Aviation Regiment der Army Aviation mit CH-47F und MRH90 Hubschraubern. Das noch in Darwin beheimatete 1st Aviation Regiment soll im Zuge der Umrüstung von der Eurocopter Tiger auf die AH-64E ab 2025 ebenfalls nach Townsville verlegen.

## Zivile Nutzung
Der Royal Flying Doctor Service betreibt hier eine seiner Stationen in Queensland.
Daneben gibt es inländische Flugverbindungen australischer Regionalfluggesellschaften und auch Werkscharterflüge zu Minen im Outback.